# 20654 Ivaneder
20654 Ivaneder è un asteroide della fascia principale. Scoperto nel 1999, presenta un'orbita caratterizzata da un semiasse maggiore pari a 3,150941 UA e da un'eccentricità di 0,080901, inclinata di 5,470103° rispetto all'eclittica.